# Douains
Douains település Franciaországban, Eure megyében. Lakosainak száma 456 fő (2022. január 1.). Douains Chaignes, La Heunière, Ménilles, Pacy-sur-Eure és Blaru községekkel határos.

## Népesség
A település népességének változása:
| Lakosok száma | 261  | 298  | 346  | 464  | 476  | 506  | 513  | 478  | 461  | 456  |
|               | 1968 | 1982 | 1990 | 2006 | 2013 | 2015 | 2017 | 2019 | 2020 | 2022 |